# Trigonurella szentivanyi
Trigonurella szentivanyi är en insektsart som beskrevs av Maa 1963. Trigonurella szentivanyi ingår i släktet Trigonurella och familjen Machaerotidae. Inga underarter finns listade i Catalogue of Life.